# Dejan Stanković
Dejan Stanković (født 11. september 1978 i Beograd, Jugoslavien) er en tidligere serbisk fodboldspiller, der spillede som midtbanespiller. Igennem karrieren nåede han at optræde for klubber som Røde Stjerne i sit hjemland, samt Lazio og Inter i Italien.
Med Røde Stjerne vandt Stanković ét jugoslavisk mesterskab og tre pokaltitler. Hos Lazio vandt han én Serie A-titel, én Coppa Italia, samt både Pokalvindernes Europa Cup og UEFA Super Cup. Siden skiftet til Inter, var han med til at vinde hele fire mesterskaber og fire pokaltitler.

## Landshold
Stanković nåede i sin tid som landsholdspiller (1998-2013) at spille hele 103 kampe og score 15 mål for Serbiens landshold, som han debuterede for helt tilbage den 22. april 1998, i en venskabskamp mod Sydkorea. På det tidspunkt var holdet stadig kendt som det jugoslaviske landshold. Han har deltaget ved VM i 1998, EM i 2000, VM i 2006 og VM i 2010 med sit land. Han var holdets anfører fra 2006-2011.

## Titler
Jugoslaviske Liga
- 1995 med Røde Stjerne

Jugoslaviske Pokalturnering
- 1995, 1996 og 1997 med Røde Stjerne

Serie A
- 2000 med Lazio
- 2006, 2007, 2008, 2009 og 2010 med Inter

Coppa Italia
- 2000 med Lazio
- 2004, 2005, 2006 og 2010 med Inter

Pokalvindernes Europa Cup
- 1999 med Lazio

UEFA Super Cup
- 1999 med Lazio

UEFA Champions League
- 2010 med Inter